# Namsai
Namsai è una suddivisione dell'India, classificata come census town, capoluogo del distretto di Namsai, nello stato federato dell'Arunachal Pradesh. In base al numero di abitanti la città rientra nella classe IV (da 10.000 a 19.999 persone).

## Geografia fisica
La città è situata a 27° 40' 08 N e 95° 52' 17 E.

## Società

### Evoluzione demografica
Al censimento del 2011 la popolazione di Namsai assommava a 14 246 persone, delle quali 7 487 maschi e 6 759 femmine. I bambini di età inferiore o uguale ai sei anni assommavano a 2 098.